# (19464) Ciarabarr
(19464) Ciarabarr est un astéroïde de la ceinture principale d'astéroïdes.

## Description
(19464) Ciarabarr est un astéroïde de la ceinture principale d'astéroïdes. Il fut découvert le 20 avril 1998 à Socorro (Nouveau-Mexique) par le projet LINEAR. Il présente une orbite caractérisée par un demi-grand axe de 2,65 UA, une excentricité de 0,01 et une inclinaison de 3,3° par rapport à l'écliptique.

## Compléments